# Yanguas de Eresma
Yanguas de Eresma est une commune de la province de Ségovie dans la communauté autonome de Castille-et-León en Espagne.

## Sites et patrimoine
- Église Nuestra Señora de la Asunción (nouvelle)
- Église Nuestra Señora de la Asunción (ancienne)
- Chapelle de la Vraie Croix (Vera Cruz)

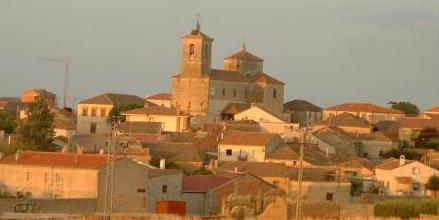
Vue de Yanguas de Eresma.

- Chapelle San Roque